# 戰爭紀念建築

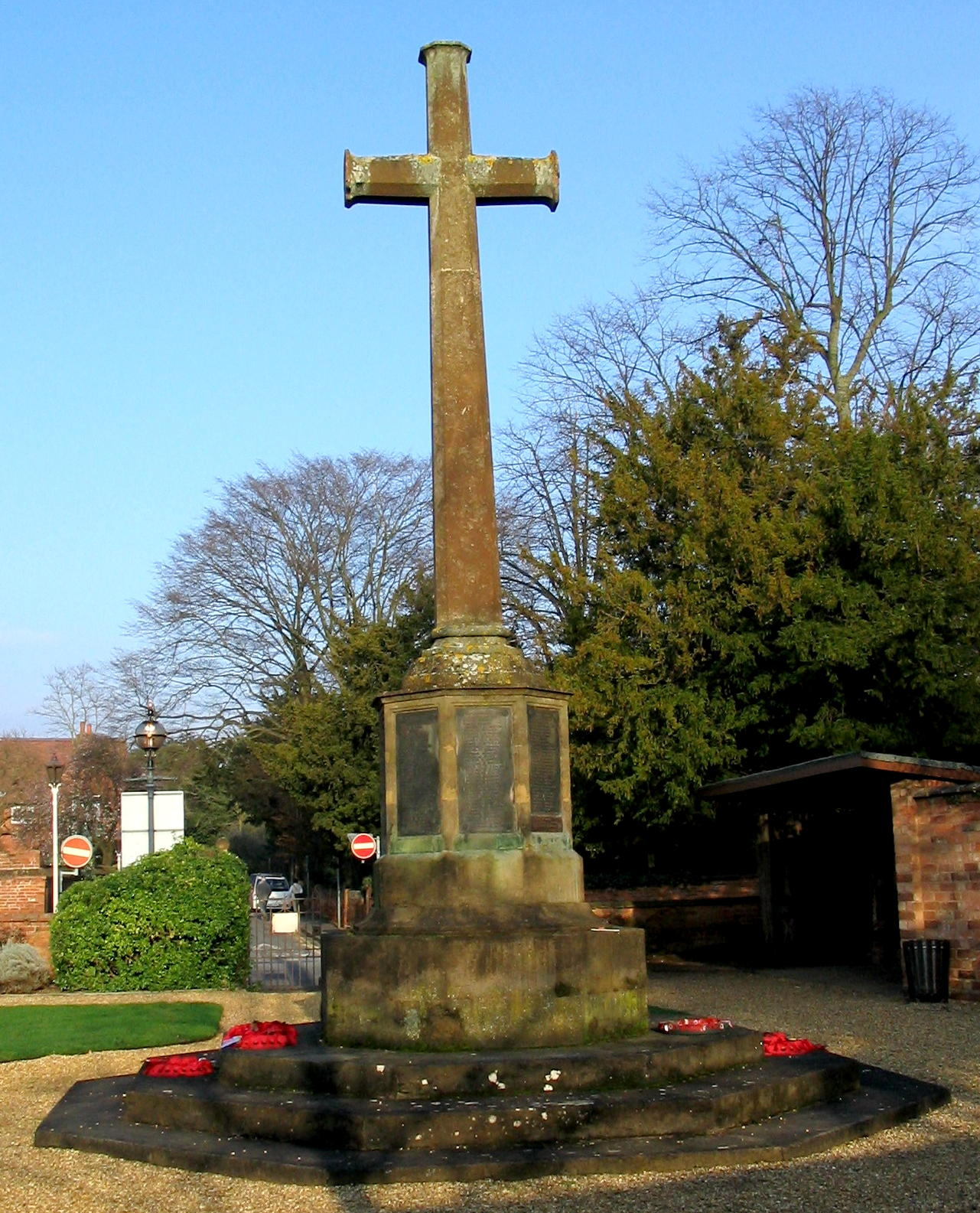
這個在英國的紀念建築列出了在第一次世界大戰中戰死士兵的名字。

戰爭紀念建築是用來紀念在戰爭中的死者或傷者的建築物、古蹟、雕像或其他的建築物。

## 發展

### 早期
大部份人類歷史中的戰爭紀念建築都是為了紀念偉大的勝利而豎立的，紀念死者是次要目的。在拿破崙時期，屍體都是被大量地埋在沒有標記的墳墓中。巴黎凱旋門及納爾遜紀念碑上都沒有死者的名字。

### 現代
現代的戰爭紀念建築不再是為了讚揚戰爭，而是為了向死者授予榮譽。

#### 第一次世界大戰
這種改變大半在第一次世界大戰時期，大量生命遭蹂躪時發生。對此很多牽涉在戰爭中的國內城市紛紛豎立起紀念建築，在小村莊和小市鎮的紀念建築通常會列出每個死去的當地士兵名字。大量紀念碑亦為了紀念那些被葬於沒有識別的戰爭墓地中的死者而建造，如位於伊普爾的門寧門。

#### 第二次世界大戰及以後
很多第一次世界大戰的紀念建築後來都加上了當地在第二次世界大戰死者的名字。由那時起，西方在其他衝突如第二次世界大戰及越南戰爭的紀念建築上記錄了個人貢獻。在蘇聯、中國、日本及其他國家，紀念建築傾向地方自治主義，會列出死者名字的屬於非常罕有。

## 形式
戰爭紀念建築可以是一座建築物，當中通常有博物館或簡單的匾。很多戰爭紀念建築都以紀念碑或雕像形式出現，並用作紀念日會場。因此為了讓公眾能易於到達，它們通常座落於市中心附近或於公園或廣場之中。
許多戰爭紀念建築都會在匾上刻上戰役中死者的名字，因此有時列表會很長。有些戰爭紀念建築是為了某場戰役而設的，另一些則較一般性而且刻有戰爭條約的碑銘。
許多戰爭紀念建築都刻有與該戰役或戰爭有關的單位的墓誌銘。例如屬大英國協的墓地都以由Laurence Binyon所題的“The Ode”作墓誌銘：
They shall grow not old, as we that are left grow old.
Age shall not weary them, nor the years condemn.
At the going down of the sun and in the morning
We will remember them.
為紀念在科希馬戰役中死去的盟友，第二次世界大戰的戰爭紀念建築刻有科希馬碑文：
When You Go Home, Tell Them Of Us And Say,
For Their Tomorrow, We Gave Our Today

### 墓地形式的戰爭紀念建築
許多由英聯邦戰爭公墓委員會管理的墓地都有著相同的戰爭紀念建築，由Reginald Blomfield設計的救贖十字架。它的大小視乎墓地大小而定，一般約4.5米至9米高。若葬禮超過一千次，這個大英國協的墓地將會放置一塊由Edwin Lutyens設計，刻有“THEIR NAME LIVETH FOR EVERMORE”（出自《便西拉智訓》）的紀念石碑「Stone of Remembrance」。所有紀念石碑都長3.5米，高1.5米並且有三級梯階。阿靈頓國家公墓有一個加拿大的救贖十字架，上面刻有所有於朝鮮戰爭及兩次世界大戰中，屬加拿大勢力並奮戰而死的美國公民的名字。

## 爭議
某些戰爭紀念建築會受到政治爭議。其中一個顯著的例子是位於日本的靖國神社，當中供奉了一些第二次世界大戰的甲級戰犯。

## 著名戰爭紀念建築

### 亞洲

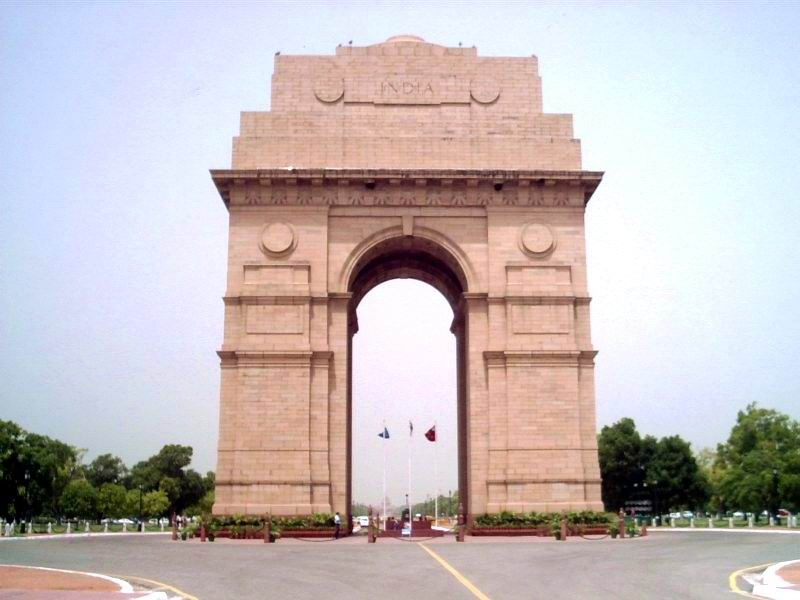
位於新德里的印度門。

#### 中華人民共和國
- 人民英雄紀念碑
- 中國人民抗日戰爭紀念館

#### 香港
- 和平紀念碑

#### 印度
- 印度門

#### 日本
- 靖國神社
- 千鳥淵戰歿者墓苑

#### 中華民國
- 國民革命忠烈祠

#### 新加坡
- 戰亡纪念碑（英语：The Cenotaph, Singapore）
- 克蘭芝陣亡戰士公墓
- 日本佔領時期死難人民紀念碑

#### 韓國
- 韓國戰爭紀念館
- 顯忠院
- 兄弟雕像

#### 朝鮮
- 大城山革命烈士陵（平壤市大城山）
- 愛國烈士陵（平壤市兄弟山區域）

### 歐洲

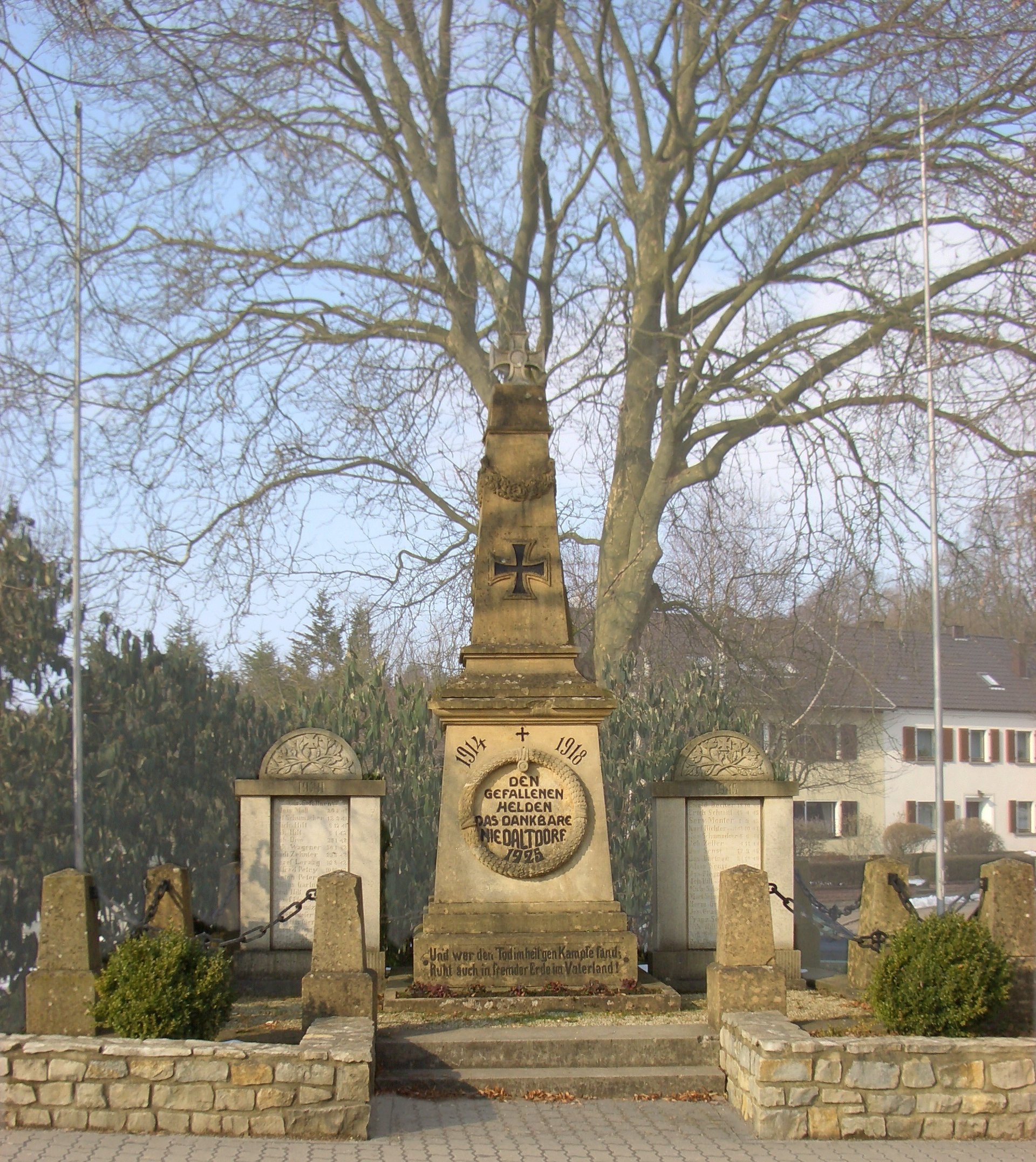
一個在德國紀念第一次世界大戰的紀念建築。

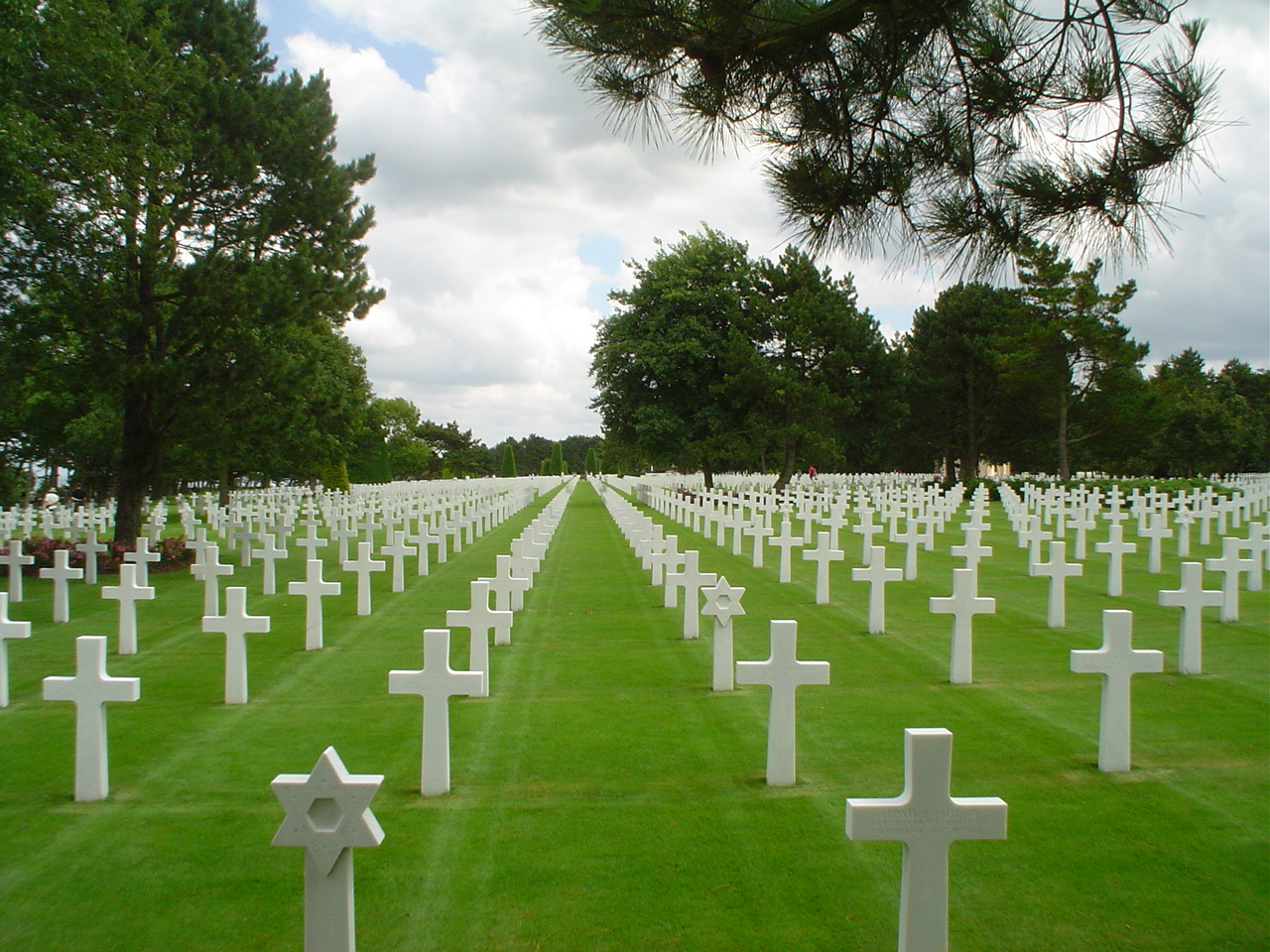
位於諾曼第的美軍墳場。

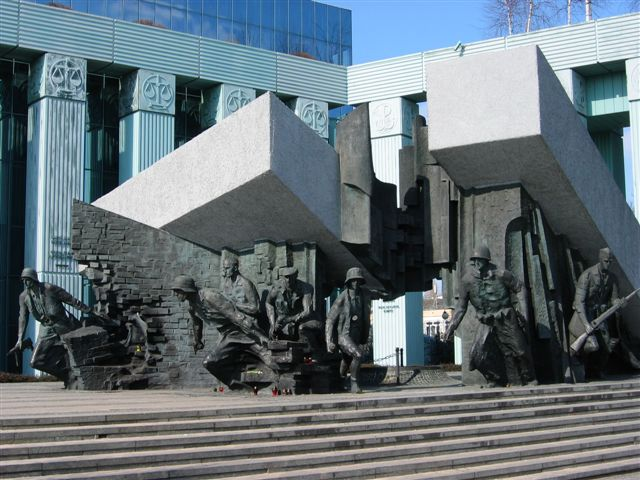
位於波蘭紀念華沙起義中英雄的紀念碑。

#### 比利時
- 門寧門
- War Memorial Saint Julien（英语：War Memorial Saint Julien）

#### 法國
- Beaumont-Hamel Newfoundland Memorial Park（英语：Beaumont-Hamel Newfoundland Memorial Park）
- Douaumont ossuary（英语：Douaumont Ossuary Verdun）
- 羅列特聖母院
- 凡爾登紀念碑
- 維美脊戰役紀念碑
- 諾曼第美國墓園

#### 德國
- 新崗哨
- 坦能堡紀念場
- 民族大會戰紀念碑
- 解放紀念塔
- 赫爾曼紀念碑

#### 英國
- 和平紀念碑
- 西敏寺無名戰士墓
- Moreton in Marsh & Batsford War Memorial, Gloucestershire（英语：Moreton in Marsh & Batsford War Memorial, Gloucestershire）

#### 愛爾蘭
- Garden of Remembrance（英语：Garden of Remembrance (Dublin)）
- National War Memorial, Islandbridge（英语：National War Memorial, Islandbridge）

#### 俄羅斯
- 無名烈士墓
- Piskarevskoye Memorial Cemetery（英语：Piskarevskoye Memorial Cemetery）
- 衛國戰爭中央博物館
- 祖國母親在召喚

### 美洲

#### 加拿大
- 國家戰爭紀念碑
- Newfoundland National War Memorial（英语：Newfoundland National War Memorial） (Newfoundland)
- Saint Julien Memorial（英语：Saint Julien Memorial）
- Tomb of the Unknown Soldier（英语：Tomb of the Unknown Soldier (Canada)）
- 加拿大國家維米紀念碑（法国加来海峡省維米）
- Beaumont-Hamel Newfoundland Memorial（英语：Beaumont-Hamel） (in France)
- Groesbeek Memorial（英语：Groesbeek Canadian War Cemetery） (in the Netherlands)
- 加平加拿大戰鬥紀念碑（英语：Gapyeong Canada Monument）（韓國京畿道加平郡[1]）

#### 美國
- 阿靈頓國家公墓
- 國家二戰紀念碑
- 朝鲜战争老兵纪念碑
- 越戰紀念碑
- American Memorial Park（英语：American Memorial Park）
- Iron Mike（英语：Iron Mike）
- United States National Cemetery（英语：United States National Cemetery）
- Spirit of the American Doughboy（英语：Spirit of the American Doughboy）
- Tomb of the Unknowns（英语：Tomb of the Unknowns）
- Marine Corps War Memorial（英语：Marine Corps War Memorial）
- Vietnam Women's Memorial（英语：Vietnam Women's Memorial）
- World War I Liberty Memorial（英语：Liberty Memorial）
- United States Navy Memorial（英语：United States Navy Memorial）
- Northwood Gratitude and Honor Memorial（英语：Northwood Gratitude and Honor Memorial）[2]

### 大洋洲

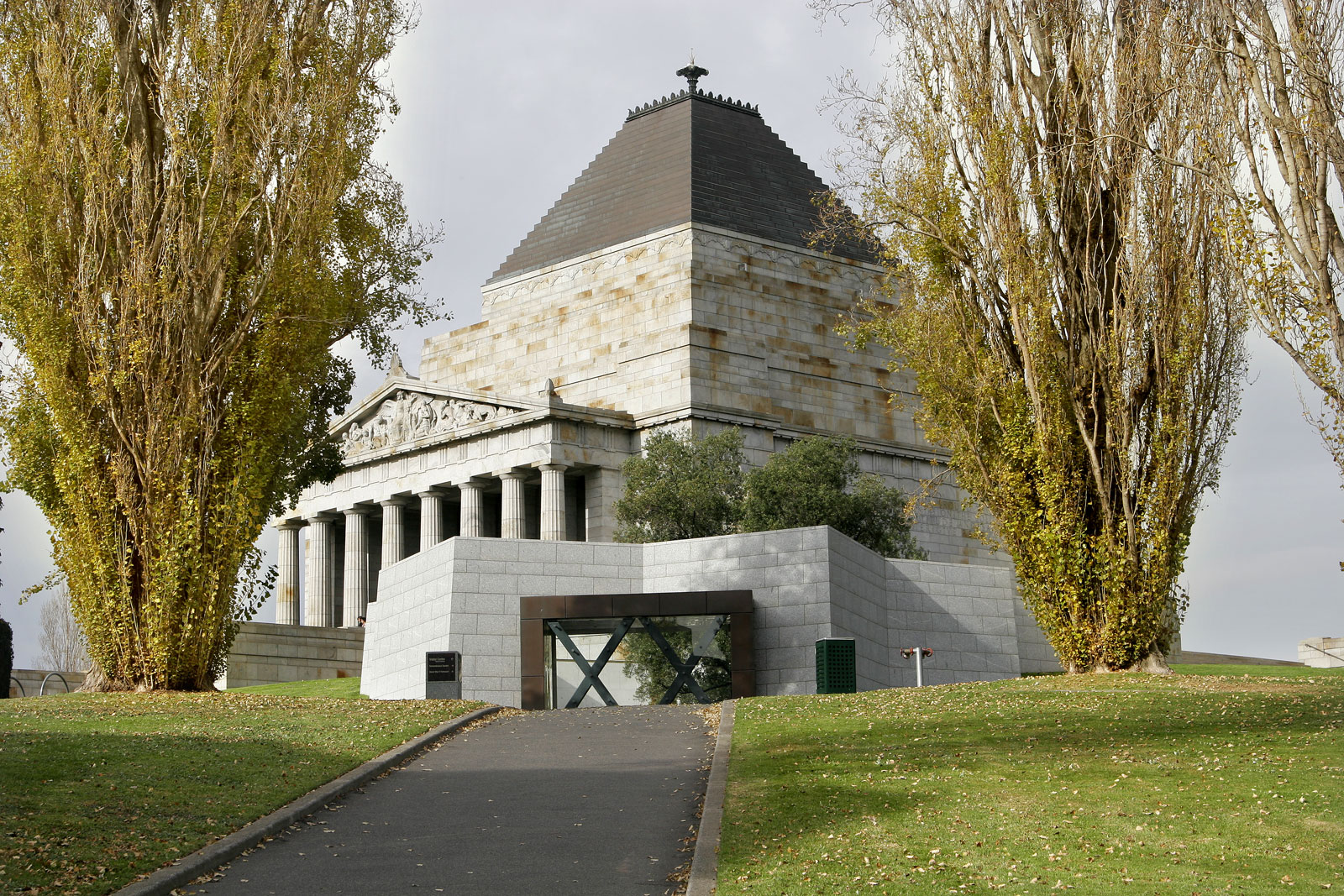
位於澳洲墨爾本的忠烈祠。

#### 澳洲
- 澳洲戰爭紀念館
- 澳紐軍團戰爭紀念館
- 戰爭紀念館
- 布里斯班戰爭紀念館

#### 紐西蘭
- 奧克蘭戰爭紀念博物館

## 外部連結
- History of the Commonwealth War Graves Commission's Architecture （页面存档备份，存于）
- War Memorials Trust （页面存档备份，存于）
- French war memorials (photos and inscriptions) （页面存档备份，存于）
- Pictures of French 1914-1918 memorials (in French) （页面存档备份，存于）
- Interpreting memorials
- Sites of Memory collection of memorials
- Japanese Special Attack Corps Monuments （页面存档备份，存于）